# Великі комтури Тевтонського ордену
Великий комтур Тевтонського ордену (нім. Großkomtur) — заступник Великого магістра Тевтонського ордену в управлінні країною (еквівалент сучасних Прем'єр-міністра та міністра внутрішніх справ), який представляв Тевтонський орден під час відсутності великого магістра (через хворобу, у разі відставки, передчасної смерті), виконував його інші доручення. У разі небезпеки, за відсутності великого магістра мав право розпоряджатися збройними силами Тевтонського ордену. Відповідав за виготовлення боєприпасів, харчів, а під час війни служив обозним і головним офіцером армії. Помічником великого комтура був віцекомтур, або по-іншому малий комтур.

Хрест Тевтонського ордену

| Українське написання              | Верхньонімецьке написання         | Роки перебування на посаді         |
| --------------------------------- | --------------------------------- | ---------------------------------- |
| Гірардус                          | Girardus                          | 1207-1208                          |
| Драбодо фон Утінге                | Drabodo von Utinge                | 1215                               |
| Лутольфус                         | Lutolfus                          | 1228                               |
| Конрад фон Нусс                   | Conrad von Nusso                  | 1244                               |
| Еберхард фон Зайн                 | Eberhard von Seine                | 1249-1257                          |
| Гартман фон Гельдрунген           | Hartmann von Heldrungen           | 1261-1263                          |
| Йоганнес                          | Johannes                          | 1271                               |
| Конрад фон Анвельт                | Conrad von Anvelt                 | 1271                               |
| Конрад фон Невель                 | Conrad von Nevel                  | 1273                               |
| Йоганн де Вестфалія               | Johann de Westfalia               | 1277-1280                          |
| Вірікус де Хомберх                | Wiricus de Homberch               |                                    |
| Генріх фон Плоцке                 | Heinrich von Plotzke              | Вересень 1309 - 3 серпня 1312      |
| Генріх фон Гера                   | Heinrich von Gera                 | 1312-1314                          |
| Вернер фон Орзельн                | Werner von Orseln                 | 1315-1324                          |
| Фрідріх фон Вільденберг           | Friedrich von Wildenberg          | 1324-1330                          |
| Отто фон Бонсдорф                 | Otto von Bonsdorf                 | 1330-1331                          |
| Конрад фон Кессельхут             | Konrad von Kesselhut              | 1331-1334                          |
| Гюнтер фон Шварцбург              | Günther von Schwarzburg           | 1334-1336                          |
| Генріх фон Рьойсс                 | Heinrich von Reuß                 | 1336-1338                          |
| Людольф Кеніг                     | Ludolf König                      | 1338-1342                          |
| Вінріх фон Кніпроде               | Winrich von Kniprode              | 1342-1351                          |
| Генріх фон Бовентін               | Heinrich von Boventin             | 1351-1359                          |
| Вольфрам фон Бальдерсхайм         | Wolfram von Baldersheim           | 1360-1374                          |
| Рюдігер фон Ельнер                | Rüdiger von Elner                 | 1374-1383                          |
| Куно фон Лібенштайн               | Kuno von Liebenstein              | 1383-1387                          |
| Конрад фон Валленроде             | Konrad von Wallenrode             | 1387-1391                          |
| Вільгельм фон Хельфенштайн        | Wilhelm von Helfenstein           | 1391-1404                          |
| Куно фон Ліхтенштайн              | Kuno von Lichtenstein             | 3 лютого 1404-15 липня 1410        |
| Герман Ганс                       | Hermann Gans                      | Листопад 1410 - 10 квітня 1412     |
| Фрідріх фон Цоллерн               | Friedrich von Zollern             | 11 листопада 1412 - 16 квітня 1416 |
| Пауль фон Русдорф                 | Paul von Rusdorf                  | 17 червня 1416 - 27 серпня 1418    |
| Генріх фон Нікерітц               | Heinrich von Nickeritz            | 9 листопада 1418 - 15 лютого 1421  |
| Ніколаус фон Гьорлітц             | Nikolaus von Görlitz              | 4 травня 1421 - 26 вересня 1421    |
| Йост фон Хохенкірхен              | Jost von Hohenkirchen             | Січень 1422 - 12 лютого 1423       |
| Вальрабе фон Хунсбах              | Walrabe von Hunsbach              | 30 серпня 1423 - 19 жовтня 1424    |
| Мартін Кемнатер                   | Martin Kemnater                   | 10 лютого 1425 - 27 грудня 1428    |
| Еразмус фон Фішборн               | Erasmus von Fischborn             | 15 січня 1429 - 16 жовтня 1430     |
| Йоганн фон Броель / Броіль        | Johann von Broel / Broil          | 8 грудня 1430 - 23 січня 1432      |
| Генріх Ройсс фон Плауен           | Heinrich Reuß von Plauen          | 14 квітня 1432 - 2 листопада 1432  |
| Конрад фон Ерліхсхаузен           | Konrad von Erlichshausen          | 11 листопада 1432-1434             |
| Вальтер фон Керсекорфф / Кірскорп | Walther von Kersekorff / Kirskorp | 25 травня 1434 - 27 січня 1436     |
| Тамм Вольф фон Шпонхайм           | Tammo Wolf von Sponheim           | 27 лютого 1436 - 5 липня 1437      |
| Вільгельм фон Хельфенштайн        | Wilhelm von Helfenstein           | 28 вересня 1437 - березня 1440     |
| Бруно фон Хірцберг                | Bruno von Hirzberg                | 12 березня 1440 - 27 квітня 1440   |
| Герлах Мерц                       | Gerlach Merz                      | 25 червня 1440 - 16 лютого 1441    |
| Йоганн фон Ремхінген              | Johann von Remchingen             | 27 травня 1441 - 9 грудня 1446     |
| Дітріх фон Верденау               | Dietrich von Werdenau             | 18 січня 1447 - 19 серпня 1449     |
| Генріх Цольр фон Ріхтенберг       | Heinrich Zolr von Richtenberg     | 14 жовтня 1449 - 2 вересня 1450    |